# Lidija Alexejewna Tscharskaja

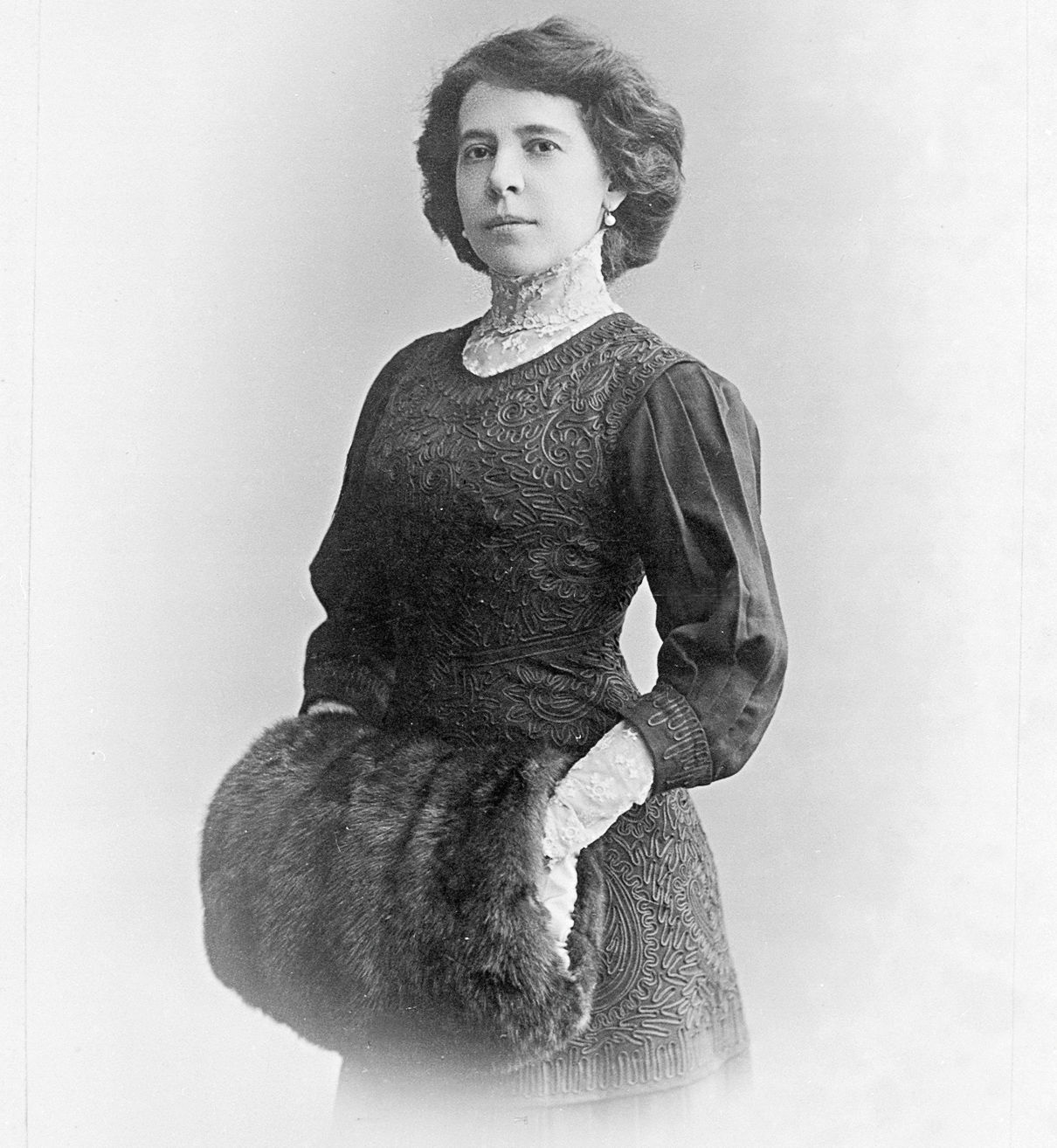
Lidija Alexejewna Tscharskaja

Lidija Alexejewna Tscharskaja, wahrer Familienname Tschurilowa, geboren Woronowa, (russisch Лидия Алексеевна Чарская, настоящая фамилия Чурилова, при рождении Воронова; * 19. Januarjul. / 31. Januar 1875greg. in Zarskoje Selo; † 18. März 1937 in Leningrad) war eine russische bzw. sowjetische Jugendbuchautorin und Theaterschauspielerin mit dem Pseudonym N. Iwanowa.

## Leben
Tscharskajas Eltern waren der Leibgarde-Jägerregiment-Porutschik und spätere Militäringenieur-Generalleutnant Alexei Alexandrowitsch Woronow (* 1850) und seine Frau Antonina Dmitrijewna geborene Krachotkina (* 1851), die nach der Geburt der Tochter starb, sodass die Tochter bei ihren Tanten mütterlicherseits  aufwuchs. Nach ihrem 10. Geburtstag kam die Tochter in das St. Petersburger Pawlowski-Institut für adlige Mädchen, und im November 1885 heiratete der Vater seine Cousine Anna Pawlowna Woronowa (* 1857), mit der er vier weitere Kinder bekam.
Tscharskaja begann mit 10 Jahren Gedichte zu schreiben und mit 14 Jahren ein Tagebuch zu führen, das teilweise erhalten ist. Bei den Abschlussprüfungen nach sieben Jahren im Pawlowski-Institut belegte sie den 26. Platz. Sie heiratete 1894 den Leibgarde-Rittmeister Boris Pawlowitsch Tschurilow (* 1868), mit dem sie 1896 den Sohn Grigori bekam.
Nach ihrem Antrag im August 1897 erhielt Tscharskaja 1898 die Zulassung zu den Drama-Kursen in der Kaiserlichen St. Petersburger Theaterschule. Bei den Prüfungsaufführungen im dritten Kursjahr im Michailowski-Theater benutzte sie erstmals als Nachnamen das Pseudonym Tscharskaja (tschary = Zauber). Im September 1900 wurde sie als nichtklassifizierte Künstlerin für den Dienst an kaiserlichen Theatern zugelassen. Darauf diente sie im Alexandrinski-Theater bis 1924.
Nach Dokumenten der Kursker Eparchie wurde im August 1901 Tscharskajas Ehe mit Boris Tschurilow wegen dauernder Nichteinhaltung der Eheregeln aufgelöst mit siebenjahrigem Heiratsverbot für Tscharskaja und sofortiger Heiratserlaubnis für Tschurilow. Der Sohn blieb bei der Mutter.
Wegen des unzureichenden Verdiensts am Theater begann Tscharskaja 1901 die Erzählung Sapiski institutki (Notizen einer Institutsschülerin) zu schreiben, die in Fortsetzungen in der populären Jugendzeitschrift Saduschewnoje slowo (Herzliches Wort) mit ihrem Theater-Namen Tscharskaja veröffentlicht wurde. Die Erzählung wurde insbesondere von Schülerinnen gelesen und war ein großer Erfolg. Laut einem Bericht einer Kommission der Moskauer Gesellschaft für Wissensverbreitung auf der Konferenz für Bibliothekswesen 1911 lasen Jugendliche Werke von Gogol (34 %), Puschkin (23 %), Tscharskaja (21 %), Twain (18 %), Turgenjew (12 %).
In den folgenden 20 Jahren veröffentlichte Tscharskaja 80 Erzählungen, 20 Märchen und 200 Gedichte, die meistens von Moritz Wolff und Iossif Knebel verlegt wurden. Reich wurde sie nicht dabei, denn sie wurde nur für die ersten Auflagen, nicht aber für die vielen folgenden Auflagen bezahlt.
Im April 1914 heiratete Tscharskaja den Arztsohn Wassili Iwanowitsch Stabrowski (* 1891).
Nach der Oktoberrevolution galt für Tscharskaja wie für alle Schriftsteller adliger Herkunft ein Verbot. Die Zeitschrift Saduschewnoje slowo mit ihren letzten beiden Erzählungen wurde 1918 verboten, sodass die Erzählungen unvollendet blieben. Nach Scheidung ihrer 2. Ehe heiratete sie im Mai 1920 den Rotarmisten Alexei Nikoforowitsch Iwanow (* 1888). Einige Zeit lang arbeitete sie in der neuen Zeitschrift Nowy Robinson. Samuil Marschak empfahl ihr eine neue Erzählung aus dem alltäglichen Leben zu schreiben und fand nach dem Lesen der neuen Erzählung, dass die frühere Tscharskaja zu erkennen war. In einem Brief an Jelisaweta Polonskaja beklagte sie ihre Verarmung.
Tscharskaja verließ 1924 das Theater mit einer Schauspielerpension, die Kornei Tschukowski erwirkt hatte.
In den Jahren 1925–1929 veröffentlichte Tscharskaja mit großer Mühe fünf kleine Bücher für Jugendliche unter dem Pseudonym N. Iwanowa. In Schulen waren Schauprozesse gegen Tscharskaja durchgeführt worden, und ihre Bücher standen seit 1920 auf einer Liste der aus öffentlichen Bibliotheken zu entfernenden Bücher. Trotzdem waren ihre Bücher weiterhin sehr beliebt. Nadeschda Krupskaja protestierte 1933 gegen das Verbot der Bücher Tscharskajas. Auch die Dichterin Jelena Danko setzte sich für die Freigabe der Bücher Tscharskajas ein. Wiktor Schklowski erinnerte sich, dass Jugendliche Tscharskaja im Haushalt halfen.
Tscharskajas Sohn Georgi Borissowitsch Tschurilow war nach dem Gymnasiumsbesuch Militäringenieur geworden, diente nach der Oktoberrevolution in Fernost und starb 1942 im blockierten Leningrad.
Tscharskaja starb am 18. März 1937 in Leningrad und wurde auf dem Smolensker Friedhof begraben.
Erst nach dem Zerfall der Sowjetunion wurden Tscharskajas Werke wieder der breiten Öffentlichkeit zur Verfügung gestellt.
Der St. Petersburger Verlag Lenisdat veröffentlichte 2011 mit Erfolg den Text des Romans Grosnaja druschina (Die schreckliche Druschina), der 1909 in St. Petersburg von Tscharskaja veröffentlicht und 2006 und 2008 in Tscharskajas gesammelten Werken nachgedruckt worden war, als Wassili Jans Roman Pochod Jermaka (Jermaks Feldzug).